# British Rail Classe 08
La British Rail Classe 08 è una classe di locomotive diesel a trasmissione elettrica prodotte per le British Railways tra il 1952 e il 1962.

## Funzionamento
Si tratta di una locomotiva diesel con trasmissione elettrica e cabina di guida su un'estremità, dal peso di 50 tonnellate, con una potenza di 350 CV e una velocità massima omologata di 32 km/h. La trasmissione della potenza avviene tramite delle bielle (più precisamente, due motori principali posti tra il telaio azionano le ruote anteriori e posteriori tramite un doppio riduttore, e la ruota centrale è collegata ad una biella di accoppiamento in modo da ruotare insieme alle ruote anteriori e posteriori). I derivati includono la Classe 09, che ha un rapporto di trasmissione migliorato che le conferisce una velocità massima di 44 km/h, e la Classe 13 che è una coppia di Classe 08 convertite per l'uso a Tinsley Yard vicino a Sheffield.

## Storia
La Classe 08 venne prodotta nei Derby Works e in altre officine della British Rail e, nonostante la bassa potenza in uscita, era robusta e adatta al trasporto di carichi pesanti, per cui venne ampiamente utilizzata, soprattutto negli scali merci. La prima locomotiva Classe 08, la locomotiva 13000, venne costruita nel 1952 ma entrò in servizio nel 1953. Le Classe 08 vennero costruite fino al 1962. Con un totale di 996 esemplari, è la classe di locomotive da smistamento britannica più numerosa. Con il passaggio alle locomotive elettriche fisse e la diffusione dei treni merci diretti, la domanda di manovra è diminuita e il numero di locomotive in esercizio è in calo, nel 2007 ne rimanevano ancora più di 300.
Dopo la privatizzazione degli anni '90, la maggior parte delle Classe 08 fu ereditata dagli operatori ferroviari, ma la maggior parte delle locomotive finì nelle mani della EWS, che, a metà del 2008, ne possedeva oltre 40. Diverse locomotive sono in servizio presso altre compagnie di trasporto merci, come la Freightliner, con cinque Classe 08 in servizio, e ferrovie industriali, che spesso ne possiedono singoli esemplari, nonché utilizzate dalle ferrovie turistiche. Circa 80 esemplari sono stati preservati. Diversi esemplari vennero esportati in Australia, in Liberia e in Francia. 

## Nelle opere di finzione
Nella serie Il trenino Thomas, i personaggi delle locomotive Diesel, 'Arry e Bert, Splatter e Dodge, Paxton, Sidney e i Deviatori Diesel fanno parte di questa serie.